# 盧冠良
盧冠良（1991年4月9日—）為臺灣男子籃球運動員，場上位置為後衛，現效力於台灣職業籃球大聯盟福爾摩沙夢想家。

## 生平
盧冠良是泰雅族人，從松山高中畢業後升學至中國文化大學，之後重考在100學年度（2011年－2012年）進入國立臺灣藝術大學，大三因為腳踝傷勢導致賽季報銷，2014年9月在超級籃球聯賽新人選秀會第一輪獲得新北裕隆納智捷青睞，第十七季盧冠軒加入裕隆，盧冠良首度與弟弟當隊友，2022年5月入選第十九季超級籃球聯賽年度第一隊，2022年7月加盟P. LEAGUE+福爾摩沙台新夢想家。2024年7月4日，福爾摩沙夢想家宣布與盧冠良續約3年。

## 外部連結
- 盧冠良在台灣職業籃球大聯盟
- 盧冠良在Eurobasket.com（球員）（英语）
- 盧冠良在Flashscore（英语）